# Supercopa de Campeones Intercontinentales 1969
La Supercopa de Campeones Intercontinentales de 1969 fue la segunda y última edición de esta competición internacional oficial. Participaron Santos FC, Peñarol, Racing Club y Estudiantes. El campeón de esta edición fue el Club Atlético Peñarol.

## Zona Sudamericana
| Equipo      | Pts. | PJ | PG | PE | PP | GF | GC | Dif. |
| ----------- | ---- | -- | -- | -- | -- | -- | -- | ---- |
| Peñarol     | 9    | 6  | 4  | 1  | 1  | 11 | 6  | +5   |
| Racing Club | 8    | 6  | 3  | 2  | 1  | 6  | 5  | +1   |
| Estudiantes | 3    | 5  | 1  | 1  | 3  | 5  | 7  | -2   |
| Santos      | 2    | 5  | 1  | 0  | 4  | 5  | 9  | -4   |

## Resultados

### Primera vuelta
| 13 de noviembre de 1969 | Racing Club | 0:0 | Peñarol | Estadio Presidente Perón, Avellaneda                             |  |
|                         |             |     |         | Asistencia: 10.000 espectadores Árbitro(s): Jorge Cruzat (Chile) |  |

| 20 de noviembre de 1969 | Estudiantes | 0:1 (0:0) | Racing Club               | Estadio Jorge Luis Hirschi, La Plata   |                                        |
|                         |             |           | J. C. Cárdenas 50' (pen.) | Árbitro(s): Luis Pestarino (Argentina) | Árbitro(s): Luis Pestarino (Argentina) |

| 26 de noviembre de 1969 | Peñarol                             | 3:1 (2:0) | Estudiantes     | Estadio Centenario, Montevideo                                  |                                                                 |
|                         | P. Rocha 34' 43' · Julio Losada 77' |           | J. R. Verón 89' | Asistencia: 21.000 espectadores Árbitro(s): César Orozco (Perú) | Asistencia: 21.000 espectadores Árbitro(s): César Orozco (Perú) |

| 29 de noviembre de 1969 | Racing Club                | 2:1 (1:0) | Santos  | Estadio General San Martín, Mar del Plata |                                  |
|                         | W. Machado da Silva 1' 56' |           | Edú 54' | Árbitro(s): Pablo Vaga (Uruguay)          | Árbitro(s): Pablo Vaga (Uruguay) |

| 2 de diciembre de 1969                 | Peñarol                       | 2:1 (1:1) | Santos   | Estadio Centenario, Montevideo                                        |                                                                       |
|                                        | A. Spencer 35' · E. Onega 73' |           | Pelé 18' | Asistencia: 63.230 espectadores Árbitro(s): Rafael Hormazábal (Chile) | Asistencia: 63.230 espectadores Árbitro(s): Rafael Hormazábal (Chile) |
| Gol número 1001 de Pelé en su carrera. |                               |           |          |                                                                       |                                                                       |

| 4 de diciembre de 1969 | Estudiantes                                    | 3:1 (2:1) | Santos           | Estadio Jorge Luis Hirschi, La Plata     |                                          |
|                        | J. R. Verón 11' 89' (pen.) · M. Conigliaro 27' |           | Manoel Maria 25' | Árbitro(s): Roberto Barreiro (Argentina) | Árbitro(s): Roberto Barreiro (Argentina) |

### Segunda vuelta
| 9 de diciembre de 1969 | Santos | 0:2 (0:0) | Racing Club                           | Estadio Urbano Caldeira, Santos          |                                          |
|                        |        |           | M. A. Adorno 56' · J. C. Cárdenas 85' | Árbitro(s): Arthur Coelho Filho (Brasil) | Árbitro(s): Arthur Coelho Filho (Brasil) |

| 11 de diciembre de 1969 | Santos                      | 2:0 (0:0) | Peñarol | Estadio Palestra Itália, São Paulo                                    |                                                                       |
|                         | Pelé 65' · Manoel Maria 89' |           |         | Asistencia: 4.070 espectadores Árbitro(s): Luis Pestarino (Argentina) | Asistencia: 4.070 espectadores Árbitro(s): Luis Pestarino (Argentina) |

| 20 de diciembre de 1969 | Racing Club | 0:0 | Estudiantes | Estadio Presidente Perón, Avellaneda |  |
|                         |             |     |             | Árbitro(s): Ángel Pazos (Uruguay)    |  |

| 23 de diciembre de 1969 | Peñarol                               | 4:1 (2:0) | Racing Club    | Estadio Centenario, Montevideo                                 |                                                                |
|                         | A. Spencer 14' 44' · P. Rocha 55' 72' |           | R. Perfumo 89' | Asistencia: 22.000 espectadores Árbitro(s): Jaime Amor (Chile) | Asistencia: 22.000 espectadores Árbitro(s): Jaime Amor (Chile) |

| 30 de diciembre de 1969 | Estudiantes  | 1:2 (1:0) | Peñarol          | Estadio Jorge Luis Hirschi, La Plata                                    |                                                                         |
|                         | P. Verde 39' |           | P. Rocha 65' 72' | Asistencia: 18.000 espectadores Árbitro(s): Alberto Tejada Burga (Perú) | Asistencia: 18.000 espectadores Árbitro(s): Alberto Tejada Burga (Perú) |

## Definición del torneo
La "Zona Europea" (que debía ser disputada por Real Madrid, Inter de Milán y AC Milan, no se disputó. Los clubes europeos invitados rechazaron su participación, esta vez debido a que se estaban jugando las eliminatorias Europeas para el mundial del siguiente año.
Por consiguiente, tampoco hubo "Zona Intercontinental" con el enfrentamiento entre los equipos de ambas confederaciones. La organización determinó entregarle la copa al primero de la "Zona Sudamericana", que habría clasificado a la eventual final, en este caso Peñarol de Uruguay, segundo y último campeón del torneo.
|                             |
|                             |
| Campeón Peñarol 1.er título |

## Goleadores
| Jugador              | Equipo  | Goles |
| -------------------- | ------- | ----- |
| Pedro Virgilio Rocha | Peñarol | 6     |

## Curiosidades
- En un partido de la Zona Sudamericana, Pelé marco su gol número 1001 en su carrera futbolística.